# Greniera zverevae
Greniera zverevae är en tvåvingeart som beskrevs av Rubtsov 1964. Greniera zverevae ingår i släktet Greniera och familjen knott. Inga underarter finns listade i Catalogue of Life.